# Haselfichte
Die Haselfichte ist eine Wuchsform der Gemeinen Fichte (Picea abies), die in den Alpen, dem Bayerischen Wald und dem Böhmerwald vorkommt.
In Österreich wurde das Wissen um die Haselfichte als Klangholz 2011 von der UNESCO als immaterielles Kulturerbe anerkannt.

## Zum Haselwuchs der Fichte
Die Jahresringe dieser Bäume sind schmal und verzahnt. Was diese spezielle Wuchsform hervorruft, ist nicht zweifelsfrei geklärt. Wahrscheinlich handelt es sich um eine genetische Variante der Gemeinen Fichte, bei der ein oder mehrere Gene für den charakteristischen Wuchs sorgen.
Charakteristische Merkmale sind Längsrillen und gekreuzte Rillen auf der Mantelfläche des Stammes. Um einen Baum eindeutig zu bestimmen, wird ein Stückchen Rinde entfernt. Zeigt sich ein charakteristisches in Längsrichtung verlaufendes Rollen der Holzmaserung, liegt eine Haselfichte vor.
Es gibt eine rot- und eine grünzapfige Form.
Wohl weil die leicht gewellten Jahresringe und ganz kleinen, braunen Einschlüsse in der Maserung an Haselnussholz erinnern, ist es zu dem Trivialnamen „Haselfichte“ gekommen: Das Holz der Gemeinen Hasel (Corylus avellana) hat auf der Holzoberfläche meistens auch eine schwache Rillenbildung, man findet im Querschnitt aber keine Verzahnung. In der Schweiz spricht man von Hagelholz, Tonholz, Ageholz, Aggeholz, agigs Holz, glismets Holz, hagelschlächtiges Holz, katzentrittiges Holz, Mändler, Mändliholz, Männlerholz, Mannenholz, weisstannenrindiges Hagelfichtenholz, Schindeltanne, vogeltrittiges Holz.

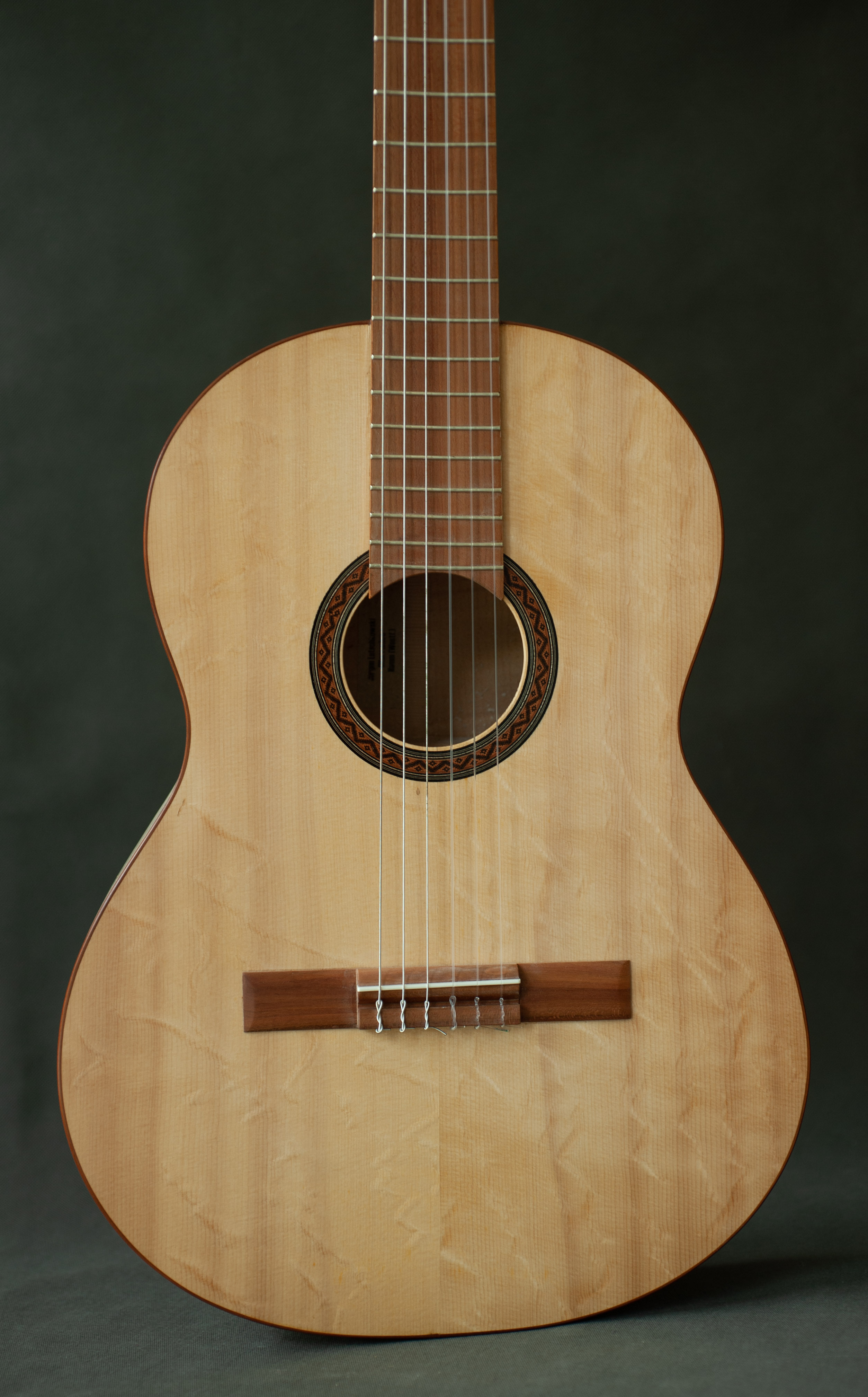

## Verwendung als Klangholz
Das sehr feinmaserige Holz zeigt ein sehr gutes Resonanzverhalten und wird als Klangholz (Tonholz), bevorzugt im Musikinstrumentenbau, insbesondere zum Bau von Streichinstrumenten wie Geige und Bratsche, von Gitarren, Harfen und Alphörnern eingesetzt.
Ein berühmtes Vorkommen der Haselfichte liegt im Foresta dei violini („Geigenwald“) in den Dolomiten, in dem der bedeutendste Geigenbauer, Antonio Stradivari, im 17. Jahrhundert die besten Stämme auswählte und ankaufte. Auch der Latemarwald in Südtirol ist für seine Haselfichten bekannt.
Lokale bekanntere Vorkommen gibt es auch im Bergwald über Ramingstein im Salzburger Lungau und verschiedenen Tälern Nordtirols, so im Pitztal und Außerfern. In Tirol wurde 2003 der Verein Forum Haselfichte gegründet, in dem sich Forstbeamte, Wissenschaftler, Instrumentenbauer, aber auch Bildhauer, Architekten und andere Interessierte darum bemühen, altes Wissen über die Haselfichte zu sammeln, Vorkommen zu erfassen, vor unbedachten Schlägerungen zu schützen und nachhaltig zu pflegen, und das Holz speziell für Interessierte aufzuarbeiten. Auf Betreiben dieses Vereins nahm die Österreichische UNESCO-Kommission im  März 2011 die Tradition als „Wissen um die Haselfichte als Klangholz“ in das Verzeichnis des nationalen immateriellen Kulturerbes in Österreich auf, in der Sparte Wissen und Praktiken im Umgang mit der Natur. Zweck dieser Ausweisung ist ein „verbindlicher Schutz als lebendige Kulturtradition“. Ausgewiesen wurde es bisher nur für Tirol.

## Nachweise
1. ↑  Paul Rüegsegger: Die Haselfichte – gesuchtes Holz für den Instrumentenbau. waldwissen.net, 2009. Abgerufen am 16. April 2018.
2. 1 2  Österreichische UNESCO-Kommission: Wissen um die Haselfichte als Klangholz, abgerufen am 12. April 2023
3. ↑  Alexandra Wauer: Mit ihrer Stimme Zauberklang … Paneveggio – ein Wald voller Geigen. In: LWF aktuell 60/2007, S. 60 (PDF; 161 kB).
4. ↑  Lungauer Klangholz bei Geigenbauern begehrt. Salzburg Heute, 30. April 2011, abgerufen am 12. April 2023